# Matando en la sombra
Matando en la sombra o El caso Kennel (en inglés The Kennel Murder Case) es una novela del escritor norteamericano S.S. Van Dine protagonizada por el detective Philo Vance.

## Argumento
El viejo Archie Coe es encontrado muerto en su mansión. El jefe de distrito John Markham es el encargado del caso, junto con el sargento Heath, de la Brigada de Homicidios. Para ellos todo apunta a un suicidio, pues el cadáver tiene un disparo en la sien y murió en una habitación totalmente cerrada por dentro.
Pero Vance, acompañado del narrador protagonista Van Dine, sospechan de esta solución. Para ellos fue asesinado. Se ofrece pues una solución al enigma del "asesinato en una habitación cerrada por dentro".

## Adaptación cinematográfica
La novela fue llevada al cine en 1933 con el título Matando en la sombra (en inglés The Kennel Murder Case), dirigida por Michael Curtiz y protagonizada por William Powell.
- Datos: Q2053134